# Escuela Superior de Bellas Artes de la Nación Ernesto de la Cárcova
La Escuela Superior de Bellas Artes Ernesto de la Cárcova,  es una institución educativa Argentina dependiente del gobierno Nacional. Se encuentra en Av. España 1701, en Buenos Aires.

## Historia
La Escuela Superior de Bellas Arte Ernesto de la Cárcova se pone en funcionamiento en 1923.
Durante la presidencia de Hipólito Yrigoyen, por Decreto del 28 de febrero de 1921, fue creada la Escuela Superior de Bellas Artes, quedando entonces anexada a la Academia Nacional de Bellas Artes. Luego, gracias a una nueva gestión del plástico argentino Ernesto de la Cárcova, artífice de todo el proyecto, el Ministerio de Agricultura cedió, un sector de los locales del lazareto de cuarentena veterinaria situado en el Balneario Municipal.
La institución comenzó a funcionar oficialmente en 1923 y, cinco años más tarde, el 7 de febrero de 1928, durante la Presidencia del Marcelo Torcuato de Alvear, se le asignó su actual carácter, dándole a continuación el nombre de “Ernesto de la Cárcova”, como un merecido homenaje al gestor de su fundación.
Desde su apertura, la institución se erigió en el posgrado natural para las carreras de Artes Visuales. A esta Escuela concurrían no sólo egresados de las carreras de artes de Argentina, sino también becarios de países latinoamericanos para perfeccionamiento en las diferentes disciplinas, atraídos por el prestigio del establecimiento y la calidad de la enseñanza.
Por decreto del 26 de junio de 1940, se establece la coordinación de los planes de estudio entre La Escuela Nacional de Bellas Artes Prilidiano Pueyrredón y esta.
Con una nueva actualización del Plan de Estudios aprobado por decreto presidencial Nª 2251/58 del Proyecto de Plan de Estudios para la Escuela de Artes Visuales, se aprueba también la división en tres ciclos de la enseñanza y se refrenda el objetivo de especialización y perfeccionamiento por el que fue creada la Escuela.
Grandes maestros contribuyeron a prestigiar esta casa de estudios:
Carlos Ripamonte (director en 1931), Alfredo Guido (creador del taller de pintura mural y director), Emilio Centurión, Carlos de la Cárcova, José Fioravanti, Soto Avedaño, Raúl Russo, Adolfo de Ferrari, Jorge Edgardo Lezama, Julián Althabe, Fernando López Anaya, Rubén Daltoe, Mario Vanarelli, Juan Carlos Labourdette, Gelpi, Guillermo de la Torre, René Diviú y otros. 
De esta escuela surgieron escenógrafos como Ponchi Morpurgo, Hugo de Ana, Gastón Breyer o María Dubini y destacadas personalidades de la plástica argentina como: Juan Carlos Castagnino, Feliciano Centurión, Orlando Pierri, Francisco Reimundo, Hermann Guggiari, Alfredo Santiago Pértile, Ezequiel Linares, Antonio Pujia, Leo Vinci, Alfredo Sinclair, Carlos Cañás, Aída Carballo, Mildred Burton, Líbero Badíi, Naum Knop, Aurelio Macchi, Leo Vinci, Ernesto Pesce, Luis Tomasello, Francesco Marino Di Teana, Ponciano Cárdenas, Alicia Penalba, Norma D´Ippolito, Nicolas Menza, Adolfo de Ferrari, Víctor Humareda, Edmund Valladares, Carlos Cáceres Sobrea, Feliciano Centurión, Francisco Ruiz, Cristina Santander, Carlos Scannapieco, Marta Pérez Temperley, Tomás Saraceno, Nicolás Bufidis, Adolfo Bellocq, Miguel Ángel Vidal, Kenneth Kemble, Juan Carlos Distefano, María Juana Heras Velasco, Miguel Ángel Bengochea, Jorge Demirjian, Alfredo Portillo, entre otros.

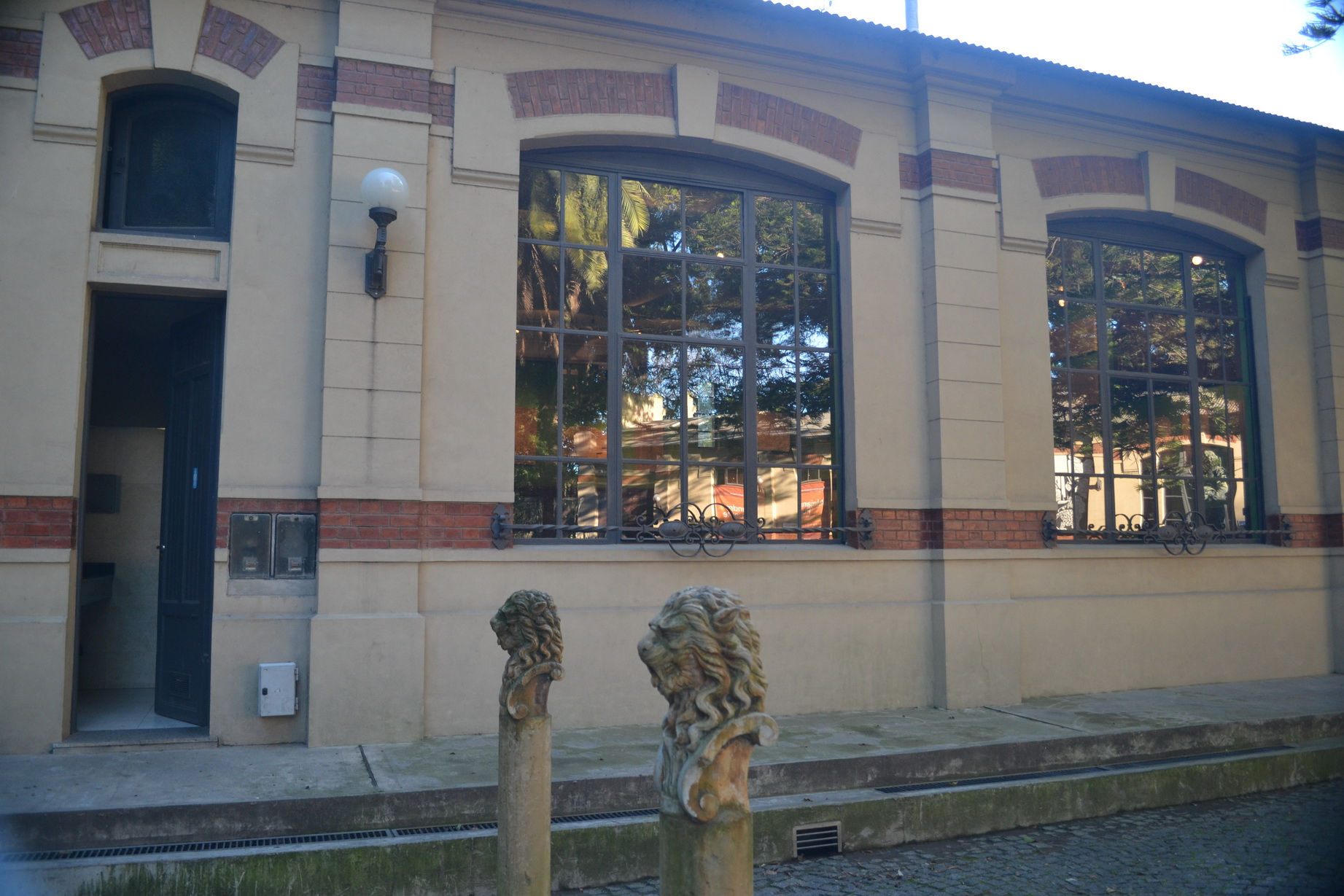
Escuela Superior de Bellas Artes Ernesto de la Cárcova

## Edificio
En 1923 se inaugura la sede de la Escuela. El lugar había funcionado como Lazareto;  así que para su puesta en marcha, se trabajó en el reciclaje del edificio construido a principios del siglo XX. El propio de La Cárcova, colaborando en diversos aspectos, desde la realización de los planos, como así también, de la dirección personal de las obras de remodelación, en función de lograr una adecuada instalación de los talleres del establecimiento educacional y posteriormente la incorporación del Museo de Calcos y Escultura comparada, que contiene una importante colección de calcos de distintos períodos históricos.

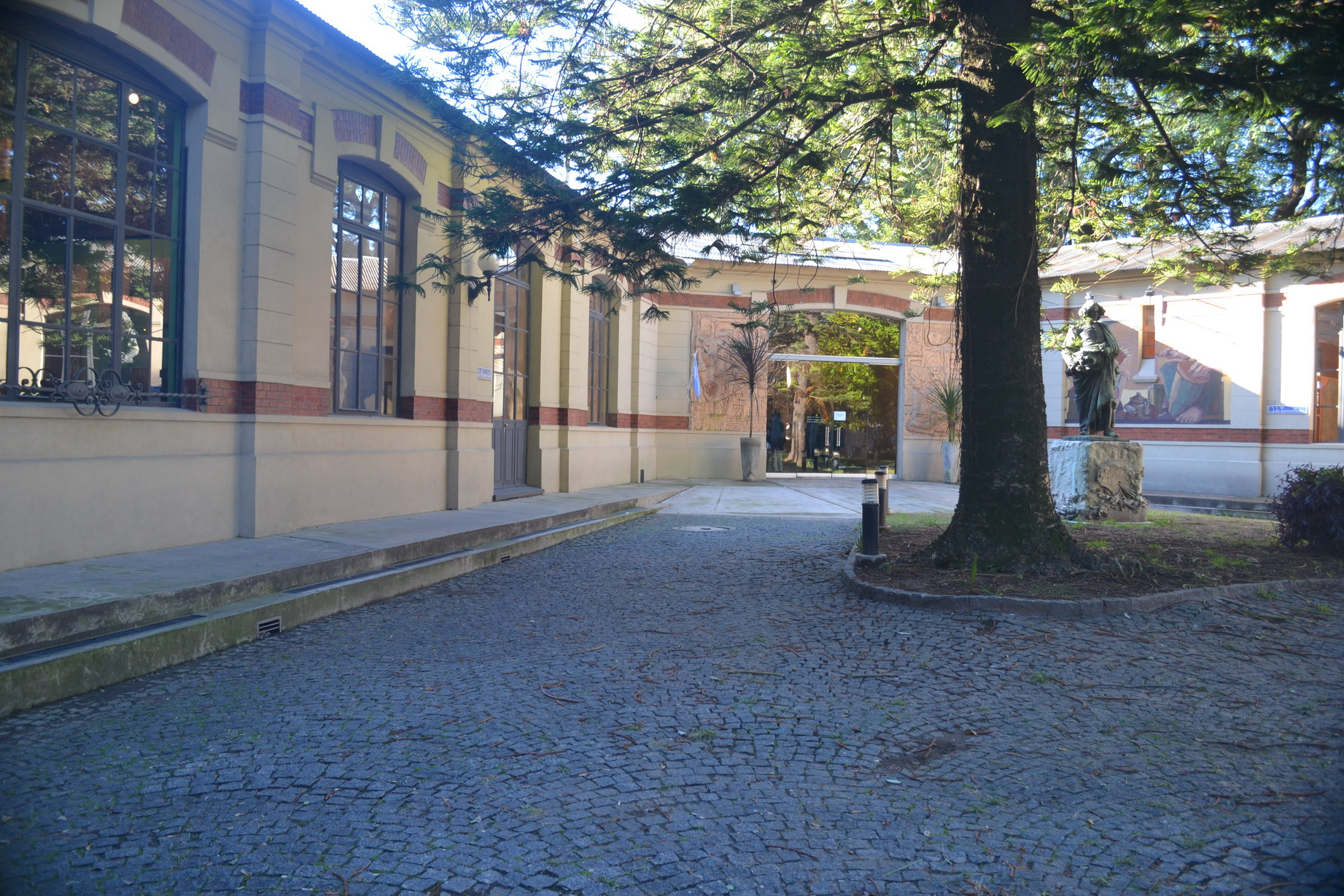
Escuela Superior de Bellas Artes Ernesto de la Cárcova

## Modalidad de enseñanza y servicios
En la Escuela, el plan de estudios de las carreras de cada especialidad tenía una duración de cuatro años, con la asignación de treinta horas cátedras semanales de concurrencia obligatoria, distribuidas en materias teóricas y, en su mayoría, para práctica en los talleres, a cargo de artistas de reconocimiento. El título que se otorgaba, aprobada la cursada, era el de profesor superior en pintura, escultura, etcétera. El alumno, finalizado el ciclo, tenía opción de cursar dos años más de extensión en los talleres a los que había pertenecido.
Contaba con talleres de Escultura, Pintura, Grabado, Escenografía, pintura Mural y taller cerámico.

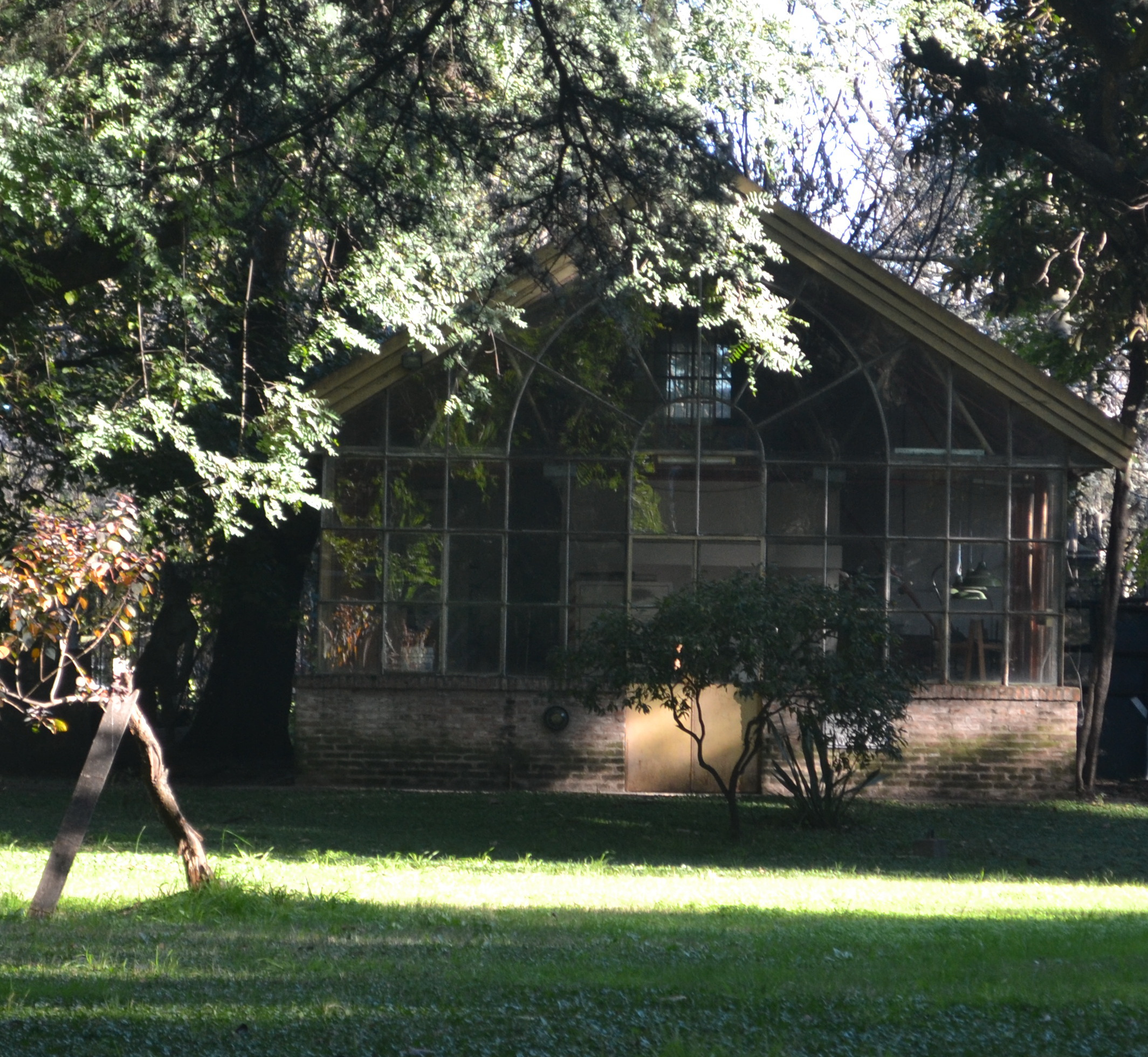
Escuela Superior de Bellas Artes Ernesto de la Cárcova

Por cambios de planes de estudio por decreto del Poder Ejecutivo Nacional durante la década de los noventa, en el marco de la Ley de Educación Superior, pasa a formar parte del Instituto Universitario de Arte, donde funciona el Museo de Calcos y Escultura comparada